# Französische Eishockeymeisterschaft 1925/26
Die Saison 1925/26 war die elfte Spielzeit der französischen Meisterschaft, der höchsten französischen Eishockeyspielklasse. Meister wurde zum insgesamt dritten Mal in der Vereinsgeschichte der Chamonix Hockey Club. Der Meistertitel für dieses Jahr ist umstritten. Während der französische Eishockeyverband offiziell Chamonix als Meister führt, gilt bei einigen Sporthistorikern der 1:0-Sieg des Club des Sports d’Hiver de Paris über Chamonix am 25. Januar 1926 als Meisterschaftsfinale.